# Franco Moscone
Franco Moscone CRS (Alba, província de Cuneo, Itália, 10 de dezembro de 1957) é um religioso italiano e arcebispo católico romano de Manfredonia-Vieste-San Giovanni Rotondo.
Franco Moscone ingressou na ordem religiosa Somasker e primeiro completou um curso preparatório em San Mauro Torinese. Seguiu-se o noviciado em Somasca e um ano prático no Colégio San Fermín em Caldas de Reis na Espanha, assim como o pós-noviciado na Casa di Sant'Alessio all'Aventino em Roma. Moscone então estudou filosofia e teologia católica no Pontifício Ateneu Sant'Anselmo. Emitiu a profissão perpétua em 26 de setembro de 1982 e recebeu o Sacramento da Ordem em 16 de junho de 1984 em Alba.
A partir de 1983, Franco Moscone era formador na casa religiosa de San Mauro Torinese. Em 1991 formou-se em literatura pela Universidade de Torino. De 1992 a 1995, Moscone trabalhou como professor no Collegio Emiliani em Nervi antes de ser enviado para a Polônia, onde em 1º de setembro de 1995 tornou-se Superior do ramo da Ordem em Toruń. Em 2000 tornou-se diretor do Collegio Emiliani em Nervi. Franco Moscone foi eleito Vigário Provincial da Província da Ligúria-Piemonte em 2002 e Vigário Geral de sua Congregação em 2005. Desde março de 2008, Franco Moscone é Superior Geral do Somasker.

Em 3 de novembro de 2018, o Papa Francisco o nomeou Arcebispo de Manfredonia-Vieste-San Giovanni Rotondo. O bispo de Alba, Marco Brunetti, consagrou-o como bispo em 12 de janeiro do ano seguinte na Catedral de Alba. Os co-consagradores foram o bispo emérito de Toruń, Andrzej Suski, e o arcebispo de Otranto, Donato Negro. A inauguração em Manfredonia ocorreu em 26 de janeiro de 2019.